# Wenn der lahme Weber träumt

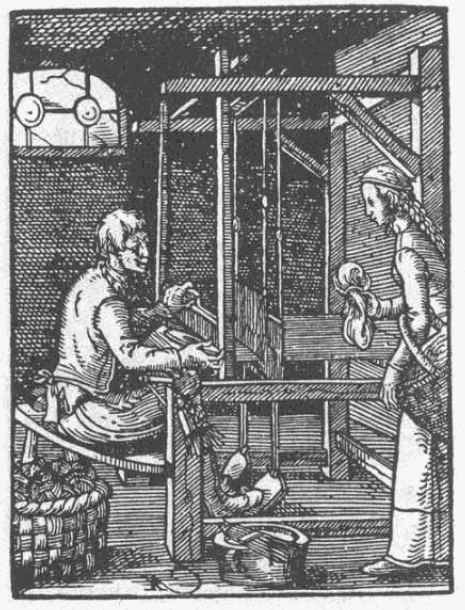
Weber

Wenn der lahme Weber träumt ist ein Gedicht von Clemens Brentano aus dem Jahr 1838.

## Inhalt
Das Gedicht besteht aus achtzehn Versen, die eine einzige Strophe und ein einziges Satzgefüge bilden und mit den folgenden Versen beginnt:

Wenn der lahme Weber träumt, er webe, 

Träumt die kranke Lerche auch, sie schwebe, 

Träumt die stumme Nachtigall, sie singe, 

Daß das Herz des Widerhalls zerspringe,

Es bleibt unklar, ob der mit „wenn“ beginnende Nebensatz des ersten Verses temporal oder konditional aufzufassen ist. Geschieht alles, immer dann, wenn der Weber träumt, oder geschieht es unter der Bedingung, dass er träumt?
Am Ende stehen die folgenden Verse:

Weh, ohn Opfer gehn die süßen Wunder, 

Gehn die armen Herzen einsam unter!

Es sind lauter „Mängelwesen“, die den Traum vom Glück träumen:
- Der lahme Weber webt.
- Die kranke Lerche fliegt.
- Die stumme Nachtigall singt
- Das blinde Huhn sieht.
- Der nicht bis drei zählen kann, zählt.
- Das starre Erz taut.
- Das eiserne Herz gewinnt Vertrauen.
- Die Nüchternheit lauscht.
- Die Schüchternheit berauscht.

Ähnliche Bilder sind aus dem Evangelium nach Matthäus (11,5) bekannt, wo die Blinden sehen und die Lahmen gehen:

Blinde sehen und Lahme gehen, Aussätzige werden rein und Taube hören, Tote stehen auf, und Armen wird das Evangelium gepredigt...